# PowerDirector
CyberLink PowerDirector è un software di editing video per non-linear video editing, pubblicato da CyberLink Corp. PowerDirector permette agli utenti di catturare, editare e produrre filmati dall'interno del software, e offre funzionalità semi-professionali adatte al mercato consumatori generale. I suoi principali concorrenti sono Adobe Premiere Pro e Elements, AVS Video Editor, Ulead VideoStudio, Pinnacle Studio, Final Cut Express e Sony Vegas Movie Studio. Il software PowerDirector può essere acquistato online o nei maggiori negozi di computer al dettaglio.

## Storico versioni
PowerDirector 4 ha introdotto per primo gli strumenti Magic Tools per migliorare in maniera automatizzata i contenuti video e foto, e aggiungere colonne sonore ai filmati.
PowerDirector 5 ha aggiunto una seconda traccia video, permettendo le sovrapposizioni picture-in-picture, oltre ad offrire la pubblicazione diretta di video su YouTube e la produzione per e riproduzione da dispositivi portatili quali iPod e PSP.
PowerDirector 6 offriva un designer di menu per l'authoring di DVD, oltre a supportare i formati video MPEG-2 HD e WMV HD, e la riscritutta su nastri HDV. Un designer per slideshow ed effetti video aggiuntivi erano anche disponibili in questa versione.
PowerDirector 7 è stata la prima edizione disponibile in due versioni, Deluxe e Ultra. La versione Ultra permetteva la produzione di Blu-ray Disc e AVCHD su DVD, mentre entrambe le versioni supportavano la codifica  Dolby 5.1, e fino a 6 tracce PiP (sovrapposizione picture-in-picture).
PowerDirector 7 ha inoltre lanciato DirectorZone, un sito online da dove poter scaricare e pubblicare effetti, modelli e menu. Il sito offre l'opzione di abbonarsi ai propri creatori preferiti, e di condividere comodamente i frutti della propria creatività. Tra le altre opzioni degne di nota introdotte in questa versione troviamo i collegamenti diretti con Flickr e Freesound, (per accedere a foto e effetti sonori da includere nelle proprie produzioni), e la possibilità di applicare migliorie multiple in un colpo solo grazie a Magic Clean, oltre alla tecnologia di rilevamento ritmo, che permette di sincronizzare la colonna sonora con i contenuti video.
PowerDirector 8 ha introdotto il designer di effetti a particelle, gli strumenti Power Tools, e i tagli Zoom-in-Cut, per editing microscopico dei singoli fotogrammi. Con PowerDirector 8 è anche possibile visualizzare e condividere le impostazioni su timeline per i progetti video, pubblicare direttamente su Facebook, utilizzare nuovi effetti speciali, e fare anteprime a tutto schermo.
PowerDirector 15 ha introdotto la possibilità di montare video a 360° e 9:16
PowerDirector 17 ha introdotto al lancio un abbonamento mensile, trimestrale e annuale chiamato "PowerDirector 365" che include il software sempre aggiornato all'ultima versione e alcuni pacchetti esclusivi.

## Strumenti Magic Tools
PowerDirector offre vari strumenti automatizzati per migliorare e montare i filmati velocemente. Il Magic Movie Wizard crea un filmato finito con effetti e transizioni in pochi secondi. Magic Clean rimuove interferenze audio e video, e migliora i colori. Magic Fix riduce gli occhi rossi, migliora le foto sfuocate e stabilizza i filmati mossi. Magic Style trasforma videoclip in filmati completi. Magic Music crea colonne sonore che si adattano alla durata del filmato.

## Premi
PowerDirector 9 Ultra 64 ha vinto il premio Editors' Choice di PC Magazine il 7 dicembre 2010.